# Holomelina lunulata
Holomelina lunulata är en fjärilsart som beskrevs av Herrich-Schäffer 1855. Holomelina lunulata ingår i släktet Holomelina och familjen björnspinnare. Inga underarter finns listade i Catalogue of Life.